# Polystyliphora karlingi
Polystyliphora karlingi är en plattmaskart som beskrevs av Curini-Galletti och Martens 1991. Polystyliphora karlingi ingår i släktet Polystyliphora och familjen Polystyliphoridae. Inga underarter finns listade i Catalogue of Life.